# Tetragonula carbonaria
Espèce
Synonymes
- Trigona carbonaria Smith, 1854

Tetragonula carbonaria est une espèce d'abeilles Méliponides, endémique de la côte nord-est de l'Australie. Son nom commun anglais peut être traduit en Abeille sac de sucre. Elle est parfois appelée Abeille de brousse. Cette abeille est connue pour la pollinisation des orchidées, telles que les Dendrobium lichenastrum, D. toressae, et D. speciosum. Elle a également été identifiée comme pollinisateur de cycas. Elles sont également connues pour la petite taille de leur corps, la nervure réduite de leurs ailes et leur structure sociale très développée comparable à celle des abeilles domestiques.
Tetragonula carbonaria forment des alvéoles dans leurs nids. Elles produisent un miel comestible. Les Indigènes australiens consomment parfois le nid. Les abeilles "momifient" les envahissants petits coléoptères des ruches (Aethina tumida) qui entrent dans leur nid en les recouvrant et les immobilisant dans de la cire, de la résine, de la boue ou de la terre du nid.

## Méliponides
Vingt-et-un genres et 374 espèces de Meliponini (famille des Apidae) sont décrits dans le monde. Comme leur nom anglophone de Stingless bees le suggère, ces abeilles ont des vestiges de dard et ne peuvent les utiliser pour se défendre. Deux genres et quatorze espèces sont présents en Australie, principalement dans le nord tropical. Tetragonula carbonaria est l'une des rares exceptions, puisqu'on la trouve au sud de Bega dans le sud de la Nouvelle-Galles du Sud. On considère que les Méliponides et les abeilles à miel ont évolué à partir d'un ancêtre commun proche, ce qui expliquerait les similitudes du comportement social. On retrouve les similitudes suivantes : soins du couvain coopératifs, existence de trois castes : reines, ouvrières qui sont des femelles stériles, et les mâles qui sont appelés faux bourdons.

## Taxonomie et phylogénie
Tetragonula (en), l'un des deux genres de Meliponini présents en Australie, est le genre le plus diversifié des Meliponini avec environ 150 espèces[réf. nécessaire]. Seules de légères différences structurelles sont observées entre les espèces du genre Tetragonula. Tetragonula carbonaria est presque identique à Tetragonula hockingsi (en), en dehors de quelques différences dans l'architecture de leur nid.

## Description

### Les abeilles

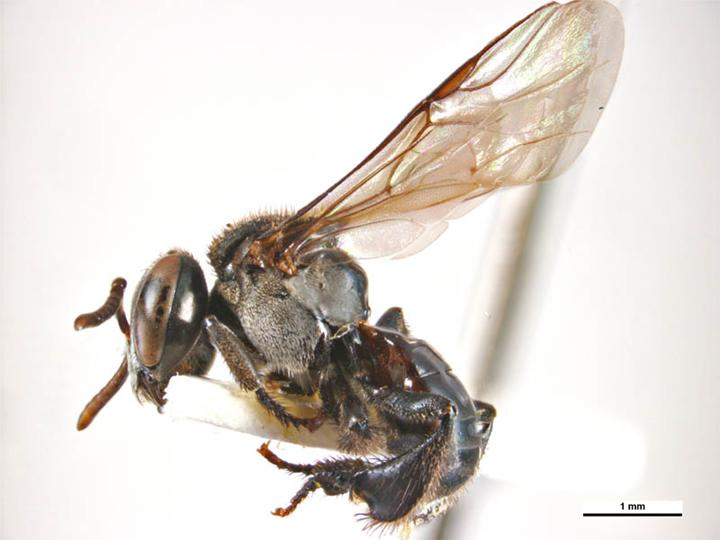
Tetragonula carbonaria.

Comparé à d'autres Meliponini, Tetragonula carbonaria est de taille moyenne. Cependant, leur taille peut varier selon l'endroit. Par exemple, les individus du Queensland peuvent être aussi petits que ceux de Tetragonula mellipes (en), alors qu'en Nouvelle-Galles du Sud, ils peuvent être aussi grands que ceux de Tetragonula hockingsi. Son corps est à dominante noire, couvert de poils microscopiques. Les ouvrières adultes et les mâles sont tout noirs, avec des nuances de brun sur certaines zones comme les pattes. L'ouvrière est d'une longueur de 3,9 à 4,3 mm et son aile (avec la tegula) mesure de 4,1 à 4,6 mm. Le bourdon a un corps et des ailes très similaires mais peut être identifié par les antennes qui diffèrent. T. carbonaria est capable de voler jusqu'à 1 km. Toutefois, l'espèce ne vole pas plus loin que nécessaire en privilégiant les ressources proches. T. carbonaria et les espèces apparentées ont de nombreuses similitudes morphologiques. Il y a peu de variation génétique au sein de T. carbonaria. T. carbonaria se distingue des autres espèces de Meliponini australiennes par ses couvains (disposés en une spirale distinctive de l'espèce) et par l'entrée (ces abeilles ont tendance à badigeonner de résine le pourtour de leurs entrées, tandis que d'autres espèces, comme Tetragonula hockingsi, gardent généralement leurs entrées propres).

### Structure du nid
L'entrée et la zone environnante sont recouvertes d'une épaisse couche lisse, noire, rouge ou jaune, de cire ou de propolis, un matériau formé par le mélange de cire d'abeille (sécrétion glandulaire des ouvrières) et de résine (recueillie sur les plantes). Elles ne construisent pas de tunnels d'entrée extérieurs mais des tunnels internes, où les abeilles gardiennes protègent la ruche contre les intrus (comme le Petit coléoptère des ruches, la Mouche phoride, et d'autres abeilles). Tetragonula carbonaria construit des alvéoles disposées en rayon ou demi-rayon. Les alvéoles sont construites selon un motif en spirale distinctif. Elles sont construites de cire brune et hébergent des œufs et des larves. De nouvelles alvéoles sont ajoutées au couvain sur un même front. La cavité du nid peut être fermée par une couche de cire dure ou des matériaux prélevés aux alentours. La chambre du couvain est au centre de la ruche ce qui rend T. carbonaria adapté pour le déplacement de ruche. La chambre du couvain est composée de plusieurs couches horizontales ce qui permet une division des alvéoles.

## Distribution et habitat
On trouve des nids dans les forêts et les bois. Ils sont généralement construits dans des arbres creux, ont de petites entrées cachées sans tunnel extérieur. Quatre ou cinq ouvrières sont généralement visibles à l'entrée et jouent le rôle de gardiennes. Elles ont tendance à choisir les arbres les plus grands et avec les cavités les plus larges pour une meilleure isolation, précieuse pour leur survie dans les régions fraîches. Les sites de nidification de Tetragonula carbonaria sont situés près de la cime de troncs d'arbres qui ont un diamètre de 1,5 m et qui sont bien isolés. Les T. carbonaria, par rapport aux autres espèces du genre Tetragonula, remplissent plus d'alvéoles de miel et de pollen, ce qui permet de stocker plus efficacement la nourriture. Dans les zones urbaines et périurbaines, on peut trouver des nids de T. carbonaria dans des compteurs d'eau ou des trappes de télécommunication lorsque d'autres habitats ne sont pas disponibles.

## Cycle de la colonie

### Activité
Les colonies de Tetragonula carbonaria ont tendance à être actives tout au long de l'année. La période d'activité quotidienne est cependant plus longue pendant les mois les plus chauds (octobre à mars). Les vols quotidiens sont les plus nombreux en septembre et les moins nombreux en mai et les vols s'arrêtent dès que la température descend sous les 18 °C. Cette longue période d'activité est bénéfique pour la pollinisation des cultures tout au long de l'année.

### Initiation
Chaque alvéole est remplie à ras bord de miel et de pollen. L'œuf est pondu dans l'alvéole par la reine puis la cellule est fermée. Le développement complet des larves et des pupes se fait dans l'alvéole fermée. Une fois que l'adulte sort de l'alvéole, cette dernière est détruite. La plupart des espèces de Meliponini sont monogynes. Lorsque la colonie se divise, l'une des colonies filles se retrouve sans reine. Les colonies de T. carbonaria sont souvent divisées par les apiculteurs pour augmenter le nombre de colonies. Ils construisent une alvéole royale en fusionnant deux alvéoles d'ouvrière contenant des œufs ou des larves.
Les reines ne peuvent pas vivre seules, et elles ne se déplacent vers un nouveau nid que lorsque celui-ci est entièrement préparé par les ouvrières. C'est la nouvelle reine qui vole jusqu'au nouveau nid, l'ancienne reine restant dans le nid initial. Lorsque cette dernière meurt il peut y avoir une fusion des essaims.

### Croissance
Une étude réalisée par Tim Heard en 1988 observe la croissance des ruches de T. carbonaria. Il a réussi à transférer des colonies dans des boîtes, puis une fois l'espace disponible occupé, il divisait la boîte en deux. Il a noté que le poids de la colonie augmentait plus au printemps et en été qu'en automne ou en hiver. Après environ 17 mois, le poids final était atteint. La vitesse à laquelle le poids augmentait dépendait de la disponibilité en nectar et en pollen, pas de l'âge de la colonie (cependant, il faut généralement de 12 à 18 mois à une ruche pour être prête à croître). Une ruche lourde implique qu'elle stocke beaucoup de nourriture, que la population d'ouvrière est grande et que le couvain est prêt à être divisé.

## Comportement

### Division du travail
Il existe une division du travail parmi les ouvrières. Les jeunes abeilles effectuent des tâches à l'intérieur du nid, comme les soins au couvain. Puis en vieillissant, elles deviennent butineuses, leurs tâches s'effectuent hors du nid.

### Recherche de nourriture
Tetragonula carbonaria dépend du nectar et du pollen pour sa survie. Elle recueille également de la résine pour la structure du nid. Les ouvrières ont tendance à être opportunistes". En résumé, beaucoup de butineuses cherchent des ressources de manière indépendante et, une fois qu'elles ont trouvé des fleurs, elles recrutent rapidement d'autres butineuses du nid. En d'autres termes, elles optimisent l'apport en aliments de la colonie. Le succès de cette pratique dépend de la chance. Si une butineuse rencontre une zone riche en ressources, le recrutement et la récolte sont extrêmement importants sur la zone jusqu'à ce que les ressources soient épuisées. Les ouvrières ont la capacité physiologique d'identifier les zones avec la plus grande concentration de sucre dans le nectar. Comme de nombreuses butineuses arrivent sur la zone, la disponibilité en nectar riche en sucre diminue au point qu'une autre zone devient plus attractive. Dans les colonies de Tetragonula carbonaria, seulement certaines ouvrières cherchent de la nourriture. Les ouvrières se dispersent dans toutes les directions autour de la colonie et trouvent rapidement la meilleure option proche du nid. Une fois cette zone trouvée, elles marquent les sources de nourriture avec une phéromone. Le marquage sert de guide pour rendre l'endroit plus facile à trouver.

### Reproduction
Une étude a utilisé des microsatellites afin de déterminer l'origine des mâles. La reine résidente était la seule mère des mâles. Cela signifie que les ouvrières ne contribuent pas à la production des mâles. Des ovaires ont été retrouvés chez certaines ouvrières, mais inactivés. C'est inhabituel car chez la plupart des Meliponini, les ouvrières peuvent produire des œufs non fécondés qui se développent en mâles haploïdes, il y a donc habituellement des mâles issus de la reine et des ouvrières. Une hypothèse pourrait être que les reines exercent un pouvoir sur leurs ouvrières. Une ponte agressive peut être considérée comme de une intimidation de la reine sur les ouvrières qui s'abstiennent de se reproduire. Cependant, très peu de conflit entre la reine et les ouvrières au cours de la ponte sont rapportés chez Tetragonula carbonaria. Une autre possibilité est une « course aux armements évolutionnistes » entre les ouvrières et les reines au cours de laquelle la reine a acquis le pouvoir de produire des mâles. Cela dépend de certains facteurs extrinsèques tels que la taille des colonies, le nombre de cellules de couvain disponibles pour la ponte et l'importance du dimorphisme entre la reine et les ouvrières. Une dernière possibilité pourrait être que les ouvrières se sont "auto-limitées" à pondre des œufs parce que la reproduction a un coût important pour la colonie. Certains de ces coûts sont un faible succès de la reproduction des mâles issus des ouvrières ou la réduction de la productivité de la colonie, les ouvrières se concentrant sur leur reproduction au détriment de l'entretien de la colonie.

## Sélection de parentèle

### Parenté génétique au sein des colonies
Les ouvrières ont tendance à être de la descendance d'une seule reine. Les colonies ont principalement des mâles haploïdes nés d’œufs de la reine. La fréquence des accouplements est un facteur central dans la sélection de parentèle. On rapporte le cas de certains mâles diploïdes, généralement stériles et considérés comme faibles. Les mâles diploïdes ont tendance à avoir un coût pour la colonie. Dans certains cas extrêmes, on a vu des ouvrières tuer une reine qui produisait des mâles diploïdes, pour aider à la réussite future de la colonie.

### Conflit reine-ouvrière
Lorsque les ouvrières pondent des œufs, un conflit direct tend à se produire au sein de la colonie entre la reine et ces ouvrières. Les conflits reine-ouvrières concernent l'approvisionnement des alvéoles et se retrouvent chez la plupart des espèces de Meliponini. Ce conflit est généralement très complexe, et très visible, mais a tendance à ne pas impliquer d'actes agressifs, contrairement à d'autres espèces de Meliponini. C'est dans la zone contrôlée par la reine que de nouvelles alvéoles de couvain sont produites, elles restent à la portée de la reine, ce qui rend son contrôle tout à fait efficace.

## Interaction avec d'autres espèces

### Défense
Lorsque la colonie est attaquée, la défense du nid repose sur la capacité à reconnaître les intrus. Tetragonula carbonaria a parfois un comportement connu sous le nom d'essaim de combat en cas de rencontre avec un intrus. Des milliers d'ouvrières se rassemblent et forment un nuage. Le signal pour former ce nuage est probablement médié par des phéromones d'alarme, libérées par les ouvrières depuis leurs glandes mandibulaires. Comme une seule masse, elles tombent au sol et se s'abattent sur l'intrus, ce qui conduit souvent à la mort des deux parties. Ce comportement est également un mécanisme de défense contre les grands prédateurs, comme les humains ou les ours. Les T. carbonaria sont très sensibles aux intrus, puisqu'elles vont jusqu'à attaquer des envahisseurs porteurs de pollen ou de nectar. Même si un intrus a trouvé un moyen de passer l'essaim, il ne pourrait pas passer à travers le tunnel d'entrée congestionné.

### Prédateurs
L'araignée-crabe australienne, Diaea evanida, est un prédateur connu de T. carbonaria. Elle est en mesure d'exploiter l'interaction entre les plantes et leurs pollinisateurs. Elles percent un trou dans la corolle de la fleur et de boivent le nectar sans toucher au pollen ou aux stigmates. Une corrélation semble exister entre la production de nectar et la longueur du tube de la corolle, de sorte que les araignées-crabes préfèrent exploiter les fleurs avec les tubes de corolle les plus longs. Ces araignées-crabes attirent les pollinisateurs dans un guet-apens. Leur corps réfléchit les UV pour attirer les proies vers les fleurs qu'elles occupent. Cependant, les abeilles indigènes australiennes sont capables de détecter et d'éviter les fleurs hébergeant des araignées-crabes, bien qu'elles soient de prime abord attirés par elles.

### Parasites
Les Braconidae sont connus pour être des parasitoïdes des insectes adultes. Une nouvelle espèce, Syntretus trigonaphagus, a été récemment découvert comme parasite des ouvrières de T. carbonaria. Les femelles de Syntretus trigonaphagus sont souvent retrouvées à l'entrée des ruches de T. carbonaria dans le Queensland. Elles s'approchent des ouvrières en atterrissant à proximité et pondent leurs œufs sur l'hôte en enserrant leur abdomen. Les ouvrières se nettoient l'abdomen à plusieurs reprises par la suite, ce qui suggère qu'elles étaient conscientes de l'attaque. L'effet global de ce parasite est généralement fatal. Les ouvrières plus âgées sont plus susceptibles d'être parasitées. De ce fait, tant que le nombre de parasites est minime, le coût global pour la colonie n'est pas grand, puisque les ouvrières âgées ont déjà beaucoup contribué au bien-être de la colonie.

## Importance pour les humains

### Apiculture

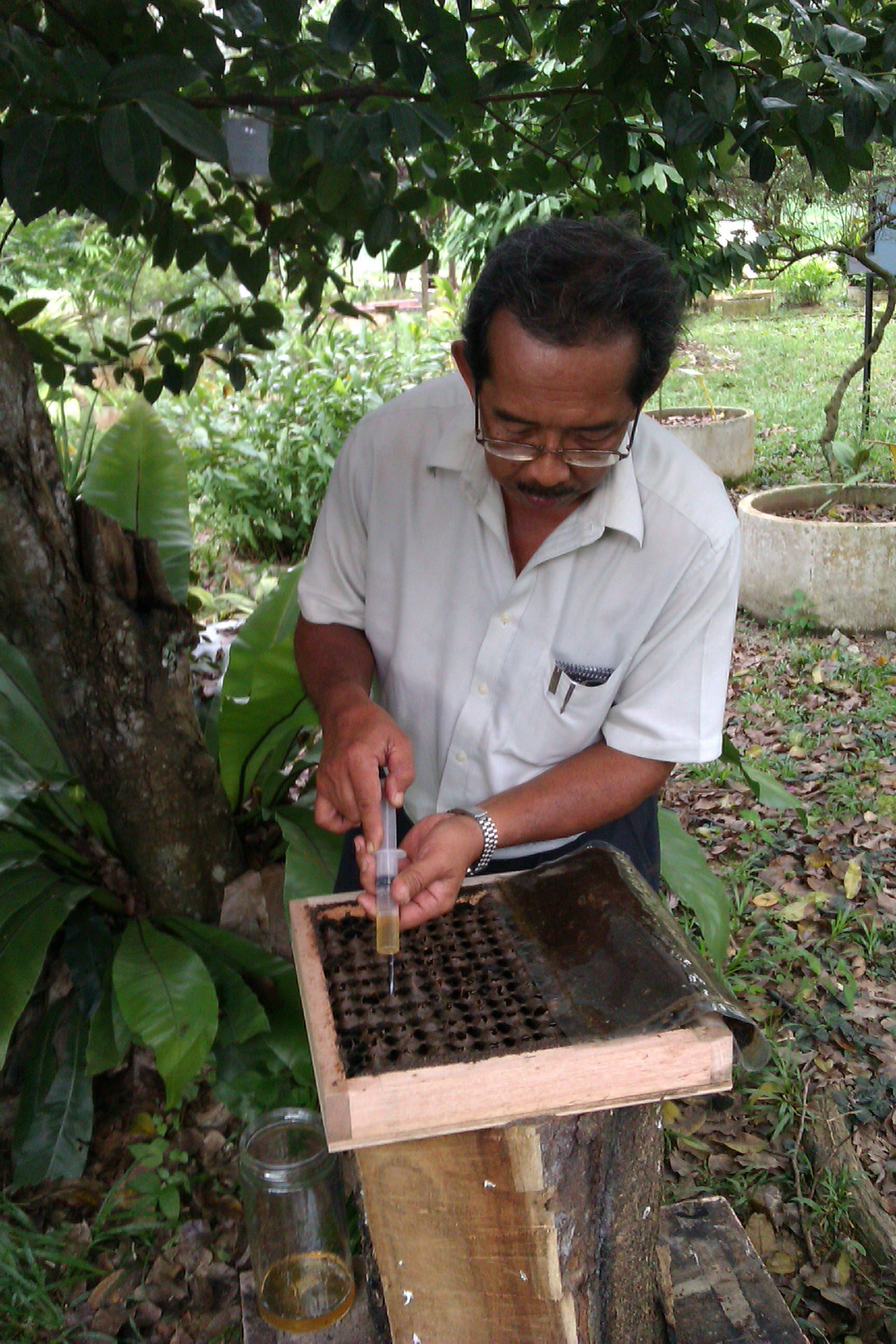
Meliponiculture en Malaisie

La meliponiculture est l'apiculture des Meliponini, où les apiculteurs conservent, font se reproduire et utilisent les colonies de Meliponini. Ces colonies ont tendance à être gérées dans des ruches artificielles, de sorte que les apiculteurs peuvent déplacer et multiplier les colonies et produire du miel et du pollen. Ces produits sont ensuite vendus à des magasins alimentaires ou aux boutiques de souvenirs. Le miel de Tetragonula carbonaria possède une odeur particulière qui le rend attrayant. Lorsque les premiers travaux de meliponiculture ont commencé en 1984, l'industrie était pratiquement inexistante. Depuis, l'intérêt pour les Meliponini, et plus précisément pour T. carbonaria, a considérablement augmenté. Cela a permis la création de groupes de conservation dans les régions de l'est de l'Australie. Les apiculteurs affectent particulièrement T. carbonaria, suivie par l'Austroplebeia australis et puis Tetragonula hockingsi. La meliponiculture de T. carbonaria se fait essentiellement pour le plaisir. De ce fait, la quantité de miel produit est en constante augmentation, et à un rythme rapide. T. carbonaria est la principale espèce de Meliponini à partir de laquelle les apiculteurs récoltent du miel en Australie. Les apiculteurs rapportent que le principal facteur limitant dans la propagation des colonies est la disponibilité des reines. Des recherches sont nécessaires sur l'élevage des reines pour résoudre ce problème.

### Agriculture (comme pollinisateurs)
Les butineuses T. carbonaria montrent une uniformité dans leur choix de fleurs. Elles restreignent leur activité de recherche de nourriture à un seul type de fleurs lors d'un voyage. Cette uniformité améliore leur efficacité en tant que pollinisateur en augmentant les chances du pollen d'être transféré à des stigmates de la même espèce. Au niveau de la colonie cependant, l'espèce peut utiliser beaucoup de fleurs différentes. Ainsi, bien que l'espèce soit polylectique, chaque abeille est monolectique.

### Miel
Les Meliponini stockent leur miel dans des pots et non en rayons, comme les abeilles. En comparaison au miel d'Apis mellifera, le miel de T. carbonaria est plus humide. Les deux miels peuvent également être distingués par leur saveur et leur arôme. L'activité antioxydante du miel de T. carbonaria est si élevé qu'il est étudié à la fois sur le plan nutritionnel et par l'industrie pharmaceutique.

## Publication originale
- Frederick Smith, British Museum (Natural History). Department of Zoology., Catalogue of hymenopterous insects in the collection of the British Museum (publication), Inconnu, Londres, 1853., vol. 2, p. 414